# مجهوت
مجهوت (به انگلیسی: Majhot) یک منطقهٔ مسکونی در پاکستان است که در خیبر پختونخوا واقع شده‌است. مجهوت ۱٬۳۳۴ متر بالاتر از سطح دریا واقع شده‌است.